# Universidad de Calcuta
La Universidad de Calcuta, (en hindi কলিকাতা বিশ্ববিদ্যালয়, en inglés University of Calcutta) es una universidad pública situada en Calcuta, en el estado indio de Bengala Occidental. Con aproximadamente 100.000 estudiantes y unos 5.500 estudiantes de postgrado es una de las universidades más importante del este de la India.

## Historia

### Antes de la independencia
El Dr. Fredrick John, secretario de educación del Gobierno británico en la India, les presentó por primera vez en Londres una propuesta para el establecimiento de una universidad en Calcuta, siguiendo el modelo de la Universidad de Londres. En julio de 1854, la Corte de Directores de la Compañía de las Indias Orientales envió un despacho, conocido como Despacho de Wood, al Gobernador General de la India en Consejo, para establecer universidades en Calcuta, Madrás y Bombay.

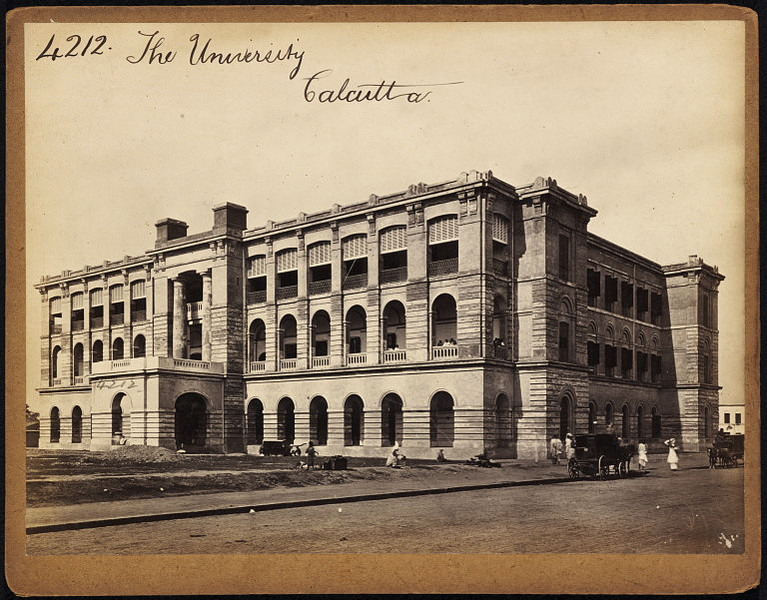
La Universidad de Calcuta a finales del, por Francis Frith.

La Ley de la Universidad de Calcuta entró en vigor el 24 de enero de 1857, y se constituyó un Senado de 41 miembros como órgano normativo de la universidad. Los terrenos para la creación de la universidad fueron cedidos por el maharajá Maheshwar Singh Bahadur, que era un Maharajá de Darbhanga. Cuando la universidad se estableció por primera vez, tenía una jurisdicción desde Lahore hasta Rangoon y Ceilán, la mayor de todas las universidades indias. La Universidad de Calcuta fue la primera universidad al este de Suez en enseñar clásicos europeos, literatura inglesa, filosofía europea y filosofía india e historia Occidental y oriental. La primera escuela de medicina de la India británica, el Colegio Médico de Calcuta, se afilió a la universidad en 1857. El primer colegio femenino de la India, Bethune College, está afiliado a la universidad.
De 1836 a 1890, el Colegio de Ciencias del Gobierno de Jabalpur, la primera universidad de ciencias de la India, estuvo afiliada a la Universidad de Calcuta. La primera biblioteca universitaria comenzó a funcionar en la década de 1870. Bankim Chandra Chattopadhyay y Joddu Nath Bose se convirtieron en los primeros graduados de la universidad en 1858, y Dr. Kadambini Ganguly y Chandramukhi Basu fueron las primeras graduadas indias en 1882. El primer rector y vicerrector de la Universidad de Calcuta fueron el Gobernador General Lord Canning y el presidente del Tribunal Supremo, Sir William Colvile, respectivamente. Ashutosh Mukherjee fue vicerrector durante cuatro mandatos consecutivos de dos años (1906-1914) y un quinto mandato de dos años en 1921-23.

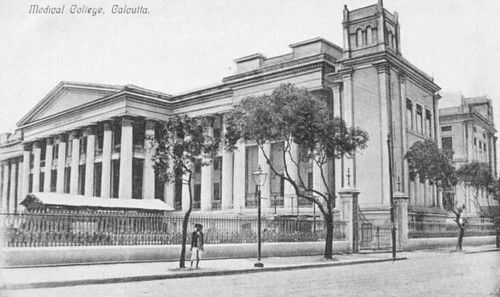
Calcutta Medical College in 1910

Al principio, la universidad era sólo un organismo de afiliación y examen. Todo el trabajo académico y docente se realizaba en los colegios constituyentes, que eran el Presidency College (ahora llamada Universidad de la Presidencia), el Scottish Church College, el Sanskrit College y el Bengal Engineering College (ahora llamado Indian Institute of Engineering Science and Technology). Durante ese periodo, la Sala del Consejo de la Facultad de Medicina de Calcuta y la residencia privada del vicerrector solían albergar las reuniones del Senado. Los consejos de facultad se reunían generalmente en las residencias de los presidentes de las facultades en cuestión, en la Facultad de Ingeniería Civil o en el Edificio de Escritores. Debido a la falta de espacio, los exámenes universitarios se realizaban en el Ayuntamiento de Calcuta y en tiendas de campaña en el parque urbano Maidan.
En 1866, se sancionó una subvención de  US$420,000 en 2020 para el solar y US$870,000 en 2020 para construir el nuevo edificio en College Street. Se inauguró en 1873 y se llamó Senate House. Contaba con salas de reuniones para el Senado, una cámara para el vicerrector, la oficina del secretario, salas de exámenes y aulas. En 1904 se inició la enseñanza y la investigación de posgrado en la universidad, lo que supuso un aumento del número de estudiantes y candidatos. Después de casi sesenta años, en 1912 se construyó un segundo edificio, conocido como Edificio Darbhanga, con una donación de ₹2.5 lakh del Maharajá Maheshwar Singh Bahadur.
El edificio Darbhanga albergaba la Facultad de Derecho de la Universidad, su biblioteca y algunas oficinas universitarias, y ofrecía espacio para celebrar los exámenes universitarios en su última planta. Ese mismo año, la Gobierno de la India británica concedió una suma de ₹8 lakh para la adquisición de un mercado, Madhab Babu's Bazar, situado junto a la Casa del Senado, y se inició la construcción de un nuevo edificio para los departamentos de enseñanza. Se inauguró en 1926, y más tarde recibió el nombre de edificio Asutosh, en honor a Asutosh Mukherjee, vicerrector de la universidad en 1906-14. Entre 1912 y 1914, Taraknath Palit y Rash Behari Ghosh, dos eminentes abogados, donaron bienes por un total de ₹25 lakh, y fundaron el University College of Science en Upper Circular Road (ahora conocida como Acharya Prafulla Chandra Road).

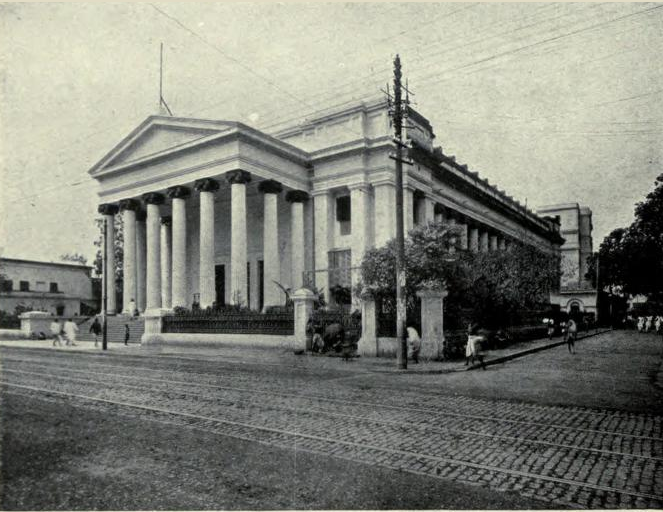
Senate Hall of University of Calcutta, early 1910s

### Después de la independencia
Antes de la partición de la India, veintisiete colegios de Bengala Oriental (actual Bangladés) estaban afiliados a la universidad. El Gobierno de Bengala Occidental aprobó la Ley de la Universidad de Calcuta de 1951, que sustituyó a la anterior ley de 1904 y garantizó una estructura democrática para la universidad. Ese mismo año se aprobó la Ley de Educación Secundaria de Bengala Occidental, que vinculaba la universidad con el examen de fin de estudios. Poco a poco, las necesidades de la universidad aumentaron y la Cámara del Senado se volvió incapaz de atenderlas. Tras el centenario de la Universidad de Calcuta, el edificio fue demolido para dejar espacio a un edificio más utilitario. En 1957, año del centenario de la universidad, ésta recibió una subvención de US$11 millones en 2020 de la Comisión de Subvenciones Universitarias, que contribuyó a la construcción del edificio del centenario en el campus de College Street y del edificio de la Facultad de Derecho en el campus de Hazra Road. El Departamento de Economía obtuvo su propio edificio en 1958 cerca de Barrackpore Trunk Road. En 1965, se inauguró el Centro de Investigación Diagnóstica del Hospital Goenka para la Facultad de Medicina de la Universidad como servicio sanitario universitario. Hasta 1960, la Senate House era uno de los monumentos más destacados de la ciudad.
En 1968, se inauguró el Edificio del Centenario en la antigua ubicación de la Casa del Senado. En la actualidad, alberga la Biblioteca Central, el Museo Asutosh de Arte Indio, el auditorio del centenario y una serie de oficinas universitarias. A mediados de la década de 1970, se había convertido en una de las mayores universidades del mundo. Tenía 13 colegios bajo su control directo y más de 150 colegios afiliados, junto con 16 facultades de posgrado. En el año 2001, la Universidad de Calcuta recibió el estatus de "Cinco Estrellas" en el primer ciclo de acreditación de la universidad por el Consejo Nacional de Evaluación y Acreditación (NAAC). En 2009 y 2017, la NAAC concedió su máxima calificación de 'A' a la Universidad de Calcuta en el segundo y tercer ciclo de acreditación de la universidad. En 2019 se abrieron al público la biblioteca central de la universidad y 40 bibliotecas departamentales. Tienen más de un millón de libros y más de 200.000 revistas, actas y manuscritos.

## Sello
El sello ha cambiado varias veces a lo largo de los años. El primer sello data de 1857. Aunque se modificó, cuando el Acta de Gobierno de India de 1858 fue aprobada por el Parlamento Británico que puso el gobierno y los territorios de la East India Company bajo la Corona Británica. Los sellos tres, cuatro y cinco se introdujeron en la década de 1930, El cuarto sello se enfrentó a las críticas locales.  El sello universitario actual es la versión modificada del sexto sello. El lema Advancement of Learning ha permanecido igual a través de las transiciones del sello.

## Organización y administración

### Gestión
La universidad está gobernada por un consejo de administración, que incluye al vicerrector, al vicerrector de asuntos académicos, al vicerrector de asuntos empresariales y financieros, al secretario, al bibliotecario de la universidad, al inspector de las facultades, al director del sistema y a otras 35 personas. Supervisan el funcionamiento de la universidad y de sus facultades afiliadas, así como la financiación de la universidad. En 2017, Sonali Chakravarti Banerjee se convirtió en la vicerrectora número 51 de la universidad. La universidad está financiada por la Comisión de Subvenciones Universitarias, el Gobierno de Bengala Occidental, otros organismos para diversos trabajos de investigación y por iniciativas propias de la universidad como las tasas, los ingresos por ventas, las publicaciones, los cargos por servicios generados por fondos de dotación, etc.

### Facultades y departamentos
La universidad cuenta con 60 departamentos organizados en siete facultades: artes, comercio, bienestar social y gestión empresarial, educación, periodismo y biblioteconomía, ingeniería y tecnología, bellas artes, música y ciencias del hogar, derecho y ciencias; y un instituto de agricultura con seis departamentos.
Para ofrecer educación e investigación agrícola, se creó el Instituto de Ciencias Agrícolas, dependiente de la Universidad de Calcuta. Fue fundado por el profesor Pabitra Kumar Sen, que era el profesor de agricultura Khaira (otra cátedra de dotación) a principios de la década de 1950. Los esfuerzos iniciales comenzaron ya en 1913, pero el primer instituto no se creó hasta 1939 en Barrackpore (una ciudad cercana a Calcuta) por la universidad, tras la creación del Consejo Imperial de Investigación Agrícola (ahora conocido como Consejo Indio de Investigación Agrícola) en 1926. Aunque se cerró en 1941 debido a la Segunda Guerra Mundial. Luego, en 1954, la universidad inició un departamento de posgrado en agricultura en el Colegio de Ciencias de Ballygunge, con botánica agrícola como única asignatura y dos años más tarde, se incluyó el Instituto de Ciencias Veterinarias de la universidad y el departamento se convirtió en una facultad llamada agricultura y ciencias veterinarias. En 2002 la universidad decidió reabrir el curso de agricultura de grado en el campus de la granja de experimentos agrícolas de Baruipur, una ciudad del sur de Calcuta. Ese mismo año, el departamento se reestructuró como un Instituto de Ciencias Agrícolas independiente.
La Facultad de Artes consta de 23 departamentos; la de Comercio consta de tres departamentos; la de Educación, Periodismo y Biblioteconomía consta de tres departamentos; la de Ingeniería y Tecnología consta de ocho departamentos; la de Ciencias tiene 22 departamentos y la de Ciencias del Hogar ofrece cursos sobre temas como alimentación y nutrición, desarrollo humano y ciencias del hogar. La Facultad de Derecho se creó en enero de 1909 como Escuela Universitaria de Derecho. En febrero de 1996 se le concedió el estatus de facultad de Derecho de la universidad. Este campus es conocido popularmente como Hazra Law College. La facultad tiene muchas luminarias asociadas a ella, como Rajendra Prasad, Rashbehari Ghose y Chittaranjan Das.